# Miguel Ángel Navarro Navarro
Miguel Ángel Navarro Navarro (Guadalajara Jalisco, México; 3 de julio de 1951) es un ingeniero civil e investigador. Fue Rector General de la Universidad de Guadalajara. Durante su trayectoria profesional, el Dr. Miguel Ángel Navarro Navarro ha desempeñado diversos cargos administrativos y directivos en la máxima casa de estudios del estado de Jalisco; algunos de estos incluyen haber sido director en el Departamento de Educación Propedéutica de la Dirección de Enseñanza Media Superior, Rector del Centro Universitario de los Valles (CUValles), y Vicerrector Ejecutivo de la Universidad de Guadalajara.

## Formación académica
Estudió ingeniería civil en la Universidad de Guadalajara y cursó la especialidad de Análisis Curricular a Nivel Bachillerato. En 1993 obtuvo el grado de Maestro en Administración Educativa (M.A.) por la Universidad de Nuevo México. Posteriormente, cursó el Doctorado en Educación (Ph.D) en el área de Concentración en Administración Educativa y Estudios Organizacionales, y en 1997 obtuvo el grado de Doctor por la Universidad de Nuevo México, en la ciudad de Albuquerque, Estados Unidos.
Su tesis de doctorado: "Lenguaje, Ideología y Administración Educativa: el Discurso Modernizador de una Universidad Mexicana", fue publicada en forma de libro por la Asociación Nacional de Universidades e Instituciones de Educación Superior, en el año de 1998

## Trayectoria en la Universidad de Guadalajara
El Dr. Miguel Ángel Navarro Navarro se ha desempeñado como director de la Escuela Preparatoria Regional de Ameca (1988-1989), director del Departamento de Enseñanza Preparatoria (1989), Jefe del Área de Educación Terminal de la Dirección de Enseñanza Media Superior (1990), director del Departamento de Educación Propedéutica de la Dirección de Enseñanza Media Superior (1990-1992), secretario académico del Centro Universitario de Ciencias Económico Administrativas (1998-2001); coordinador ejecutivo del Campus Universitario de los Valles (2001 - 2004), rector del Centro Universitario de los Valles (2004-2008)  y vicerrector ejecutivo (2008-2018)
Así mismo, durante su carrera académica, fue responsable de diversos proyectos de investigación; presentó un considerable número de trabajos y publicaciones a nivel nacional e internacional, y tuvo participación como formador docente, conferencista y director de posgrado.

## Rectoría General de la Universidad de Guadalajara
El 16 de marzo de 2018, mediante el voto de 164 integrantes del Consejo General Universitario (CGU) en el Paraninfo Enrique Díaz de León, fue elegido para fungir como Rector General de la Universidad de Guadalajara hasta el 31 de marzo de 2019

"La educación laica es la hermana gemela de la ciencia. Históricamente hemos aprendido, desde antes del Siglo de las Luces, que los dogmatismos sólo logran estimular el pensamiento mágico, estancan a la sociedad y han provocado guerras y cobrado millones de vidas”, lamentó, “no permitamos que ideologías castrantes del pensamiento libre penetren en las conciencias de nuestros estudiantes. La universidad pública es, y deberá seguir siendo, laica"
Miguel Ángel Navarro Navarro